# Jiří Sobotka
Jiří Sobotka (Praga, 6 de junio de 1911-Intragna, Suiza, 20 de mayo de 1994), también conocido como Georges Sobotka, fue un jugador y entrenador de fútbol checo. En su etapa como jugador profesional se desempeñaba como delantero.

## Selección nacional
Fue internacional con la selección de fútbol de Checoslovaquia en 23 ocasiones y convirtió 8 goles. Formó parte de la selección subcampeona de la Copa del Mundo de 1934.

### Participaciones en Copas del Mundo
| Mundial                        | Sede   | Resultado  | Partidos | Goles |
| ------------------------------ | ------ | ---------- | -------- | ----- |
| Copa Mundial de Fútbol de 1934 | Italia | Subcampeón | 4        | 1     |

## Equipos

### Como jugador
| Equipo               | País                              | Año       |
| -------------------- | --------------------------------- | --------- |
| Slavia Praga         | Checoslovaquia                    | 1931-1939 |
| HNK Hajduk Split     | Reino de Yugoslavia               | 1939-1941 |
| Slavia Praga         | Protectorado de Bohemia y Moravia | 1942      |
| SK Baťa Zlín         | Checoslovaquia                    | 1943-1946 |
| FC La Chaux-de-Fonds | Suiza                             | 1946-1951 |

### Como entrenador
| Equipo               | País                | Año       |
| -------------------- | ------------------- | --------- |
| HNK Hajduk Split     | Reino de Yugoslavia | 1940-1941 |
| FC La Chaux-de-Fonds | Suiza               | 1946-1959 |
| Feyenoord            | Países Bajos        | 1959-1961 |
| FC Basilea           | Suiza               | 1961-1965 |
| Selección nacional   | Suiza               | 1964      |
| FC Biel-Bienne       | Suiza               | 1965-1967 |
| Charleroi            | Bélgica             | 1968-1969 |
| UE Sant Andreu       | España              | 1970      |
| FC La Chaux-de-Fonds | Suiza               | 1971-1972 |
| FC Aarau             | Suiza               | 1972-1973 |
| AC Bellinzona        | Suiza               | 1973-1976 |

## Palmarés

### Como jugador

#### Campeonatos nacionales
| Título                  | Equipo           | País                | Año  |
| ----------------------- | ---------------- | ------------------- | ---- |
| Primera División        | Slavia Praga     | Checoslovaquia      | 1933 |
| Primera División        | Slavia Praga     | Checoslovaquia      | 1934 |
| Primera División        | Slavia Praga     | Checoslovaquia      | 1935 |
| Primera División        | Slavia Praga     | Checoslovaquia      | 1937 |
| Primera Liga de Croacia | HNK Hajduk Split | Reino de Yugoslavia | 1941 |

#### Copas internacionales
| Título                 | Equipo       | Sede               | Año  |
| ---------------------- | ------------ | ------------------ | ---- |
| Copa de Europa Central | Slavia Praga | Budapest (Hungría) | 1938 |

#### Distinciones individuales
| Distinción                                                          | Año  |
| ------------------------------------------------------------------- | ---- |
| Máximo goleador de la Primera División de Checoslovaquia (ex aequo) | 1934 |

### Como entrenador

#### Campeonatos nacionales
| Título                               | Equipo               | País  | Año  |
| ------------------------------------ | -------------------- | ----- | ---- |
| Copa Suiza (como jugador-entrenador) | FC La Chaux-de-Fonds | Suiza | 1948 |
| Copa Suiza (como jugador-entrenador) | FC La Chaux-de-Fonds | Suiza | 1951 |
| Nationalliga A                       | FC La Chaux-de-Fonds | Suiza | 1954 |
| Copa Suiza                           | FC La Chaux-de-Fonds | Suiza | 1954 |
| Nationalliga A                       | FC La Chaux-de-Fonds | Suiza | 1955 |
| Copa Suiza                           | FC La Chaux-de-Fonds | Suiza | 1955 |
| Copa Suiza                           | FC La Chaux-de-Fonds | Suiza | 1957 |
| Copa Suiza                           | FC Basilea           | Suiza | 1963 |